# Pakisztánban történt légi közlekedési balesetek listája
A Pakisztánban történt légi közlekedési balesetek listája mind a halálos áldozattal járó, mind pedig a kisebb balesetek, meghibásodások miatt történt, gyakran csak az adott légiforgalmi járművet érintő baleseteket is tartalmazza évenkénti bontásban.

## Pakisztánban történt légi közlekedési balesetek

### 2010
- 2010., Iszlámábád közelében. A hegyoldalnak csapódott az Airblue légitársaság Airbus A321-es típusú utasszállító repülőgépe, amely Karachiból a fővárosba tartott. A gépen 152 fő vesztette életét. Ez volt az országban a legtöbb halálos áldozattal járó légi közlekedési baleset.[1]

### 2016
- 2016. december 7., Havelian település közelében. A Pakistan International Airlines légitársaság Chitralból Iszlámábádba tartó ATR 42-500 típusú, PK661 lajstromjelű repülőgépe lezuhant. A balesetben a gépen tartózkodó 42 utas és 5 fős személyzet életét vesztette.[2][3]

### 2019
- 2019. július 30., 2:00 környékén (helyi idő szerint), Ravalpindi. Egy katonai repülőgép lezuhant a főváros közelében fekvő településen. A gépen tartózkodó 5 katona és a földön további 12 fő civil vesztette életét. További 12 főt sérülésekkel kórházba szállítottak.[1]

### 2020
- 2020. március 11. Iszlámábád közelében. A Pakisztáni Légierő (Pakistani Air Force, PAF) F-16 típusú vadászgépe gyakorlatozás közben lezuhant. A gép pilótája életét vesztette.[4]
- 2020. május 22. Karacsi. Lakóövezetre zuhant a Pakistan International Airlines Airbus A320 típusú repülőgépe. A gépen utazók közül 97 fő életét vesztette. Kettő fő túlélte a szerencsétlenséget. Repülés közben műszaki meghibásodás lépett fel a gépen, melyet a pilóta megpróbált letenni, ám az első landolási kísérlet nem sikerült, ezért átstartolt, majd ezt követően zuhant le a gép.[5]